# سوء الظن
السُّوء لغةً:
أصل هذه المادة يدلُّ القبح، يقال: ساء الشيء: إذا قَـبُح. والسُّوء: الاسم الجامع للآفات والداء، والسُّوءُ أيضًا بمعنى الفُجور والمنكر، ويقال: ساءه يسوءه سوءًا وسواء: فعل به ما يكره، نقيض سرَّه. والاسم: السوء بالضم. وسؤت الرجل سواية ومساية، يخففان، أي ساءه ما رآه مني. وسؤت به ظنًّا، وأسأت به الظن. ويقال: أسأت به وإليه وعليه وله.
الظنِّ لغةً:
ظنَّ الشَّيء ظنًّا: علمه بغير يقين، وقد تأتي بمعنى اليقين. و: فلانًا. و: به: اتهمه. والظِّنة: التهمة. والظَّنين: المتهم الذي تظن به التهمة، ومصدره الظنة، والجمع الظنن. ورجل ظنين: متهم من قوم أظناء.
سوء الظن اصطلاحًا:
قال ابن كثير: سوء الظن (هو التهمة والتخون للأهل والأقارب والناس في غير محله)..
وقال ابن القيِّم: (سوء الظن: هو امتلاء القلب بالظنون السيئة بالناس؛ حتى يطفح على اللسان والجوارح).
وقال الماوردي: (سوء الظن: هو عدم الثقة بمن هو لها أهل).

## الفرق بين سوء الظن وصفات أخرى مقاربة

### الفرق بين سوء الظن والاحتراز
قال ابن القيم: (الفرق بين الاحتراز وسوء الظن:
أن المحترز يكون مع التأهب والاستعداد، وأخذ الأسباب التي بها ينجو من المكروه، فالمحترز كالمتسلح المتطوع الذي قد تأهب للقاء عدوه، وأعد له عدته؛ فهمُّه في تهيئة أسباب النجاة ومحاربة عدوه، قد أشغلته عن سوء الظنِّ به، وكلما ساء به الظنُّ أخذ في أنواع العدة والتأهب، بمنزلة رجل قد خرج بماله ومركوبه مسافرًا، فهو يحترز بجهده من كلِّ قاطع للطريق، وكلِّ مكان يتوقع منه الشرَّ.
وأما سوء الظن فهو امتلاء قلبه بالظنون السيئة بالناس؛ حتى يطفح على لسانه وجوارحه، فهم معه أبدًا في الهمز واللمز والطعن والعيب والبغض، ببغضهم ويبغضونه، ويلعنهم ويلعنونه، ويحذرهم ويحذرون منه، فالأول يخالطهم ويحترز منهم، والثاني يتجنبهم ويلحقه أذاهم، الأول داخل فيهم بالنصيحة والإحسان مع الاحتراز، والثاني خارج منهم مع الغش والدغل والبغض).

### الفرق بين الفِراسَة وسوء الظن
قال أبو طالب المكي: (الفرق بين الفِراسة وسوء الظن: أنَّ الفراسة ما توسمته من أخيك بدليل يظهر لك، أو شاهد يبدو منه، أو علامة تشهدها فيه، فتتفرس من ذلك فيه ولا تنطق به إنْ كان سوءًا، ولا تظهره ولا تحكم عليه ولا تقطع به فتأثم.
وسوء الظن ما ظننته من سوء رأيك فيه، أو لأجل حقد في نفسك عليه، أو لسوء نية تكون أو خبث حال فيك، تعرفها من نفسك فتحمل حال أخيك عليها وتقيسه بك، فهذا هو سوء الظن والإثم).

## النهي عن سوء الظن في الإسلام

### النهي عن سوء الظن في القرآن الكريم
قال ابن كثير: (قال تعالى ناهيًا عباده المؤمنين عن كثير من الظن، وهو التهمة والتخون للأهل والأقارب والناس في غير محله؛ لأن بعض ذلك يكون إثمًا محضًا، فليجتنب كثير منه احتياطًا).
وقال السعدي: (نهى الله تعالى عن كثير من الظن السوء بالمؤمنين، فــ «إِنَّ بَعْضَ الظَّنِّ إِثْمٌ»، وذلك كالظن الخالي من الحقيقة والقرينة، وكظن السوء، الذي يقترن به كثير من الأقوال، والأفعال المحرمة، فإن بقاء ظن السوء بالقلب، لا يقتصر صاحبه على مجرد ذلك، بل لا يزال به، حتى يقول ما لا ينبغي، ويفعل ما لا ينبغي، وفي ذلك أيضًا، إساءة الظن بالمسلم، وبغضه، وعداوته المأمور بخلاف ذلك منه).
يؤكّد الله تعالى في هذه الآية أنّ الظنّ لا يُجدي شيئاً، ولا يقوم أبداً مقام الحق.
قال ابن القيم: (فُسِّر هذا الظنُّ الذي لا يليق بالله بأنه سبحانه لا ينصر رسوله، وأنَّ أمره سيضمحل، وأنه يسلمه للقتل، وقد فسر بظنهم أن ما أصابهم لم يكن بقضائه وقدره، ولا حكمة له فيه، ففسر بإنكار الحكمة، وإنكار القدر، وإنكار أن يتم أمر رسوله، ويظهره على الدين كله. وإنما كان هذا ظن السوء، وظن الجاهلية المنسوب إلى أهل الجهل، وظن غير الحق، لأنه ظن غير ما يليق بأسمائه الحسنى وصفاته العليا وذاته المبرأة من كل عيب وسوء، بخلاف ما يليق بحكمته وحمده وتفرده بالربوبية والإلهية، وما يليق بوعده الصادق الذي لا يخلفه، وبكلمته التي سبقت لرسله أنه ينصرهم ولا يخذلهم، ولجنده بأنهم هم الغالبون، فمن ظن بأنه لا ينصر رسوله، ولا يتم أمره، ولا يؤيده ويؤيد حزبه، ويعليهم ويظفرهم بأعدائه، ويظهرهم عليهم، وأنه لا ينصر دينه وكتابه، وأنه يديل الشرك على التوحيد، والباطل على الحق إدالة مستقرة يضمحل معها التوحيد والحق اضمحلالًا لا يقوم بعده أبدًا، فقد ظن بالله ظن السوء، ونسبه إلى خلاف ما يليق بكماله وجلاله وصفاته ونعوته، فإن حمده وعزته وحكمته وإلهيته تأبى ذلك، وتأبى أن يذل حزبه وجنده، وأن تكون النصرة المستقرة والظفر الدائم لأعدائه المشركين به العادلين به، فمن ظن به ذلك فما عرفه ولا عرف أسماءه ولا عرف صفاته وكماله).
قال أبو حيان الأندلسي: (هذا الظن كفر وجهل بالله وسوء معتقد يؤدي إلى تكذيب الرسل والشك في علم الإله).
قال السعدي: («وَلَكِن ظَنَنتُمْ» بإقدامكم على المعاصي «أَنَّ اللَّهَ لا يَعْلَمُ كَثِيرًا مِّمَّا تَعْمَلُونَ» فلذلك صدر منكم ما صدر، وهذا الظن، صار سبب هلاكهم وشقائهم ولهذا قال: «وَذَلِكُمْ ظَنُّكُمُ الَّذِي ظَنَنتُم بِرَبِّكُمْ» الظن السيئ، حيث ظننتم به، ما لا يليق بجلاله. «أَرْدَاكُمْ» أي: أهلككم «فَأَصْبَحْتُم مِّنْ الْخَاسِرِينَ» لأنفسهم وأهليهم وأديانهم بسبب الأعمال التي أوجبها لكم ظنكم القبيح بربكم، فحقت عليكم كلمة العقاب والشقاء، ووجب عليكم الخلود الدائم، في العذاب، الذي لا يفتر عنهم ساعة).
- ثم أوضح الله الخُسران بقوله تعالى (في سورة الفتح):
﴿وَيُعَذِّبَ الْمُنَافِقِينَ وَالْمُنَافِقَاتِ وَالْمُشْرِكِينَ وَالْمُشْرِكَاتِ الظَّانِّينَ بِاللَّهِ ظَنَّ السَّوْءِ عَلَيْهِمْ دَائِرَةُ السَّوْءِ وَغَضِبَ اللَّهُ عَلَيْهِمْ وَلَعَنَهُمْ وَأَعَدَّ لَهُمْ جَهَنَّمَ وَسَاءَتْ مَصِيرًا ۝٦﴾ [الفتح:6]
قال ابن القيم: (توعد الله سبحانه الظانين به ظنَّ السوء بما لم يتوعد به غيرهم، كما قال تعالى: ((عَلَيْهِمْ دَائِرَةُ السَّوْءِ وَغَضِبَ اللَّهُ عَلَيْهِمْ وَلَعَنَهُمْ وَأَعَدَّ لَهُمْ جَهَنَّمَ وَسَاءتْ مَصِيرًا))).
وقال الشوكاني في قوله تعالى: [((وَيُعَذِّبَ الْمُنَافِقِينَ وَالْمُنَافِقَاتِ وَالْمُشْرِكِينَ وَالْمُشْرِكَاتِ)) أي: يعذبهم في الدنيا بما يصل إليهم من الهموم والغموم بسبب ما يشاهدونه من ظهور كلمة الإسلام، وقهر المخالفين له، وبما يصابون به من القهر والقتل والأسر، وفي الآخرة بعذاب جهنم.. ((عَلَيْهِمْ دَائِرَةُ السَّوْءِ)) أي: ما يظنونه ويتربصونه بالمؤمنين دائر عليهم، حائق بهم، والمعنى: أن العذاب والهلاك الذي يتوقعونه للمؤمنين واقعان عليهم نازلان بهم... ((وغضب الله عليهم ولعنهم وأعد لهم جهنم وساءت مصيرًا))).

## النهي عن سوء الظن في السنة النبوية
قال الصنعاني: (المراد بقوله ﷺ: ((إياكم والظنَّ)) سوء الظنِّ به تعالى، وبكلِّ من ظاهره العدالة من المسلمين وقوله: ((فإن الظن أكذب الحديث)). سماه حديثًا؛ لأنَّه حديث النفس، وإنما كان الظنُّ أكذب الحديث؛ لأنَّ الكذب مخالفة الواقع من غير استناد إلى أمارة، وقبحه ظاهر لا يحتاج إلى إظهاره. وأما الظن فيزعم صاحبه أنه استند إلى شيء، فيخفى على السامع كونه كاذبًا بحسب الغالب، فكان أكذب الحديث، والحديث وارد في حقِّ من لم يظهر منه شتم ولا فحش ولا فجور).
وقال الملا علي القاري: (... ((إياكم والظن)). أي: احذروا اتباع الظن في أمر الدين الذي مبناه على اليقين، قال تعالى (في سورة يونس): ﴿وَمَا يَتَّبِعُ أَكْثَرُهُمْ إِلَّا ظَنًّا إِنَّ الظَّنَّ لَا يُغْنِي مِنَ الْحَقِّ شَيْئًا إِنَّ اللَّهَ عَلِيمٌ بِمَا يَفْعَلُونَ ۝٣٦﴾ [يونس:36]، قال القاضي: التحذير عن الظن فيما يجب فيه القطع، أو التحدث به عند الاستغناء عنه أو عما يظن كذبه.. أو اجتنبوا الظن في التحديث والإخبار، ويؤيده قوله: ((فإنَّ الظنَّ)). في موضع الظاهر زيادة تمكين في ذهن السامع حثًّا على الاجتناب أكذب الحديث).
قال النووي: (الحديث فيه فوائد، منها بيان كمال شفقته ﷺ على أمته، ومراعاته لمصالحهم، وصيانة قلوبهم وجوارحهم، وكان بالمؤمنين رحيمًا؛ فخاف ﷺ أن يلقي الشيطان في قلوبهما فيهلكا؛ فإنَّ ظنَّ السوء بالأنبياء كفر بالإجماع، والكبائر غير جائزة عليهم، وفيه أنَّ من ظنَّ شيئًا من نحو هذا بالنبي ﷺ كفر .. وفيه استحباب التحرز من التعرض لسوء ظن الناس في الإنسان، وطلب السلامة، والاعتذار بالأعذار الصحيحة، وأنه متى فعل ما قد ينكر ظاهره مما هو حق، وقد يخفى أن يبين حاله ليدفع ظنَّ السوء).
قال المناوي: (... ((إنَّ الأمير إذا ابتغى الريبة)). أي: طلب الريبة، أي: التهمة في الناس بنية فضائحهم أفسدهم وما أمهلهم، وجاهرهم بسوء الظن فيها، فيؤديهم ذلك إلى ارتكاب ما ظن بهم ورموا به ففسدوا، ومقصود الحديث حث الإمام على التغافل، وعدم تتبع العورات؛ فإن بذلك يقوم النظام ويحصل الانتظام، والإنسان قل ما يسلم من عيبه، فلو عاملهم بكل ما قالوه أو فعلوه اشتدت عليهم الأوجاع، واتسع المجال، بل يستر عيوبهم، ويتغافل ويصفح، ولا يتبع عوراتهم، ولا يتجسس عليهم).

### أقوال السلف والعلماء في سوء الظن
| سوء الظن | إنَّ الله قد حرم على المؤمن من المؤمن دمه وماله وعرضه، وأن يظنَّ به ظنَّ السوء. | سوء الظن |

| سوء الظن | إذا استولى الصلاح على الزمان وأهله، ثم أساء رجل الظن برجل لم تظهر منه خزية فقد ظلم وقال أيضًا: (ليس من العدل القضاء على الثقة بالظن). | سوء الظن |

- وقال سلمان الفارسي: (إني لأعد غراف قدري مخافة الظن).
يقول الشيخ الألباني: روى المصنف - أي البخاري - بسند صحيح عن سلمان الفارسي أنه قال:
((إني لأعد العُرّاق على خادمي مخافة الظنّ)) وفي رواية: ((خشية الظنّ))، نفس الحكمة السابقة لكنه ما ذكر الكيل ولا الفلوس ولكنه ذكر «العُرّاق» وهو جمع عرق وهي العظمة التي أخذ منها اللحم وما بقي فيها شيء له قيمة من اللحم يظهر أن هذه العظام كان لها قيمة يومئذ فتباع. وكان سلمان عنده خادم يسلمه هذه العظام فيعدها عليه حتى يحفظ نفسه من أن يسيء الظن بخادمه.
- وقال ابن عطية: (كان أبو العالية يختم على بقية طعامه؛ مخافة سوء الظن بخادمه).
- وقال ابن مسعود: (الأمانة خير من الخاتم، والخاتم خير من ظنِّ السوء).
| سوء الظن | سوء الظن غيبة بالقلب. | سوء الظن |

- وقال الخطابي: (الظن منشأ أكثر الكذب).
| سوء الظن | احم القلب عن سوء الظن بحسن التأويل. | سوء الظن |

- وقال إسماعيل بن أمية: (ثلاث لا يعجزن ابن آدم: الطيرة وسوء الظن والحسد. قال: فينجيك من الطيرة ألا تعمل بها، وينجيك من سوء الظن ألا تتكلم به، وينجيك من الحسد ألا تبغي أخاك سوءًا).

## حكم سوء الظن
- أولًا: سوء الظن المُحَرَّم:

ويشمل سوء الظن بالله تعالى، وسوء الظن بالأنبياء وسوء الظن بالمسلمين.
1. سوء الظن بالله تعالى من أعظم الذنوب: قال ابن القيم: (أعظم الذنوب عند الله إساءة الظن به) [28]
2. سوء الظن بالأنبياء: ويشمل سوء الظن بالأنبياء وهو كفر، قال النووي: (ظن السوء بالأنبياء كفر بالإجماع).[18]
3. سوء الظن بالمسلمين:

والنوع المحرم فيه هو: (سوء الظن بمن ظاهره العدالة من المسلمين، وقد عدَّ الهيتمي سوء الظنِّ بالمسلم الذي ظاهره العدالة من الكبائر).
- ثانيًا: سوء الظن الجائز:

1. سوء الظن بمن اشتهر بين الناس بمخالطة الريب، والمجاهرة بالمعاصي.
2. الخواطر:

لكن يشترط في هذا أن يدافعها صاحبها.
قال النووي: (الخواطر وحديث النفس إذا لم يستقر ويستمر عليه صاحبه فمعفو عنه باتفاق العلماء، لأنه لا اختيار له في وقوعه، ولا طريق له إلى الانفكاك عنه، وهذا هو المراد بما ثبت في الصحيح عن رسول الله ﷺ أنه قال: ((إنَّ الله تجاوز لأمتي ما حدثت به أنفسها ما لم تتكلم به أو تعمل)). قال العلماء: المراد به الخواطر التي لا تستقر، قالوا: وسواء كان ذلك الخاطر غيبة أو كفرًا أو غيره، فمن خطر له الكفر مجرد خطر من غير تعمد لتحصيله، ثم صرفه في الحال، فليس بكافر، ولا شيء عليه... وسبب العفو ما ذكرناه من تعذر اجتنابه، وإنما الممكن اجتناب الاستمرار عليه، فلهذا كان الاستمرار وعقد القلب حرامًا، ومهما عرض لك هذا الخاطر بالغيبة وغيرها من المعاصي، وجب عليك دفعه بالإعراض عنه، وذكر التأويلات الصارفة له عن ظاهره).
- ثالثًا: سوء الظنِّ المستحب:

وهو سوء الظن بالأعداء: قال أبو حاتم البستي: (كمن بينه وبينه عداوة أو شحناء في دين أو دنيا، يخاف على نفسه، مكره، فحينئذ يلزمه سوء الظن بمكائده ومكره؛ لئلا يصادفه على غرة بمكره فيهلكه).
رابعًا: سوء الظن الواجب: وهو ما يترتب عليه مصلحة شرعية، مثل سوء الظن بالشهود ورواة الحديث.

## حكم سوء الظن بالنفس
حكم سوء الظن بالنفس: وفيه خلاف على حكمه، فمنهم من رأى:
1-استحبابه:
قال ابن القيم: (أما سوء الظن بالنفس فإنما احتاج إليه؛ لأنَّ حسن الظن بالنفس يمنع من كمال التفتيش، ويلبس عليه، فيرى المساوئ محاسن، والعيوب كمالًا، فإنَّ المحبَّ يرى مساوئ محبوبه وعيوبه كذلك.
ولا يسيء الظن بنفسه إلا من عرفها، ومن أحسن ظنه بنفسه فهو من أجهل الناس بنفسه).
ولكن لهذا ضوابط عليه اتباعها: (هو اتهام النفس، فلا يتهم ربه، وإنما يتهم الإنسان نفسه بالتقصير، ويعاملها بالاتهام ليدفع عنها الغرور والعجب، دون أن يخرجه ذلك إلى حدِّ سوء الظنِّ بالله، أو اليأس من رحمته؛ لأنَّه لا ييأس من روح الله إلا القوم الكافرون، فلا ييأس الإنسان من روح الله، ولا يقنط من رحمته، لكن ليجتهد في الطاعات، ومع ذلك يتهم نفسه وعمله، ولا يدري أقبل عمله أم لم يقبل؟ مع ثقته في أن الله سبحانه وتعالى لن يضيع عمل عامل من المؤمنين أبدًا).
2- كراهيته:
قال الماوردي: (منهم من كرهه لما فيه من اتهام طاعتها، وردِّ مناصحتها. فإنَّ النفس وإن كان لها مكر يردي، فلها نصح يهدي. فلما كان حسن الظن بها يعمي عن مساوئها، كان سوء الظن بها يعمي عن محاسنها. ومن عمي عن محاسن نفسه كان كمن عمي عن مساوئها، فلم ينف عنها قبيحًا، ولم يهد إليها حسنًا. وقال الأحنف بن قيس: من ظلم نفسه كان لغيره أظلم، ومن هدم دينه كان لمجده أهدم).
3- الموازنة بين سوء الظن وحسن الظن:
ينبغي على المرء أن - (يكون في التهمة لنفسه معتدلًا، وفي حسن الظن بها مقتصدًا، فإنه إن تجاوز مقدار الحقَّ في التهمة لنفسه ظلمها؛ فأودعها ذلة المظلومين، وإن تجاوز الحق في مقدار حسن الظن بها آمنها؛ فأودعها تهاون الآمنين. ولكل ذلك مقدار من الشغل، ولكل شغل مقدار من الوهن، ولكل وهن مقدار من الجهل).

## أسباب الوقوع في سوء الظن
1- الجهل بالشرع، وسوء الفهم أو القصد:
(ما يرى وما يقرأ ومرمى ذلك، وعدم إدراك حكم الشرع الدقيق في هذه المواقف خصوصًا إذا كانت المواقف غريبة، تحتاج إلى فقه دقيق، ونظر بعيد، يجعل صاحبه يبادر إلى سوء الظن، والاتهام بالعيب، والانتقاص من القدر، فانظر إلى ذي الخويصرة الجهول، لماذا أساء الظنَّ بالرسول واتهمه بعدم الإخلاص، فقال: اعدل يا محمد، فما عدلت، هذه قسمة ما أريد بها وجه الله، لقد دفعه إلى الظن السيئ والفعل القبيح جهله وسطحية فهمه، وقلة فقهه لمقاصد الشريعة ومصالح الدين الشرعية).
2- الصحبة السيئة:
قال أبو حاتم البستي: (صحبة الأشرار تورث سوء الظن بالأخيار، ومن خادن الأشرار لم يسلم من الدخول في جملتهم، فالواجب على العاقل أن يجتنب أهل الريب؛ لئلا يكون مريبًا، فكما أنَّ صحبة الأخيار تورث الخير كذلك صحبة الأشرار تورث الشرَّ).
3- إيقاع الإنسان لنفسه في مواقع سوء الظن:
قال عمر رضي الله عنه: (من أقام نفسه مقام التهم فلا يلومنَّ من أساء به الظنَّ).
4- الحقد:
قال أبو طالب المكي: (سوء الظنِّ ما ظننته من سوء رأيك فيه، أو لأجل حقد في نفسك عليه، أو لسوء نية تكون أو خبث حال فيك، تعرفها من نفسك؛ فتحمل حال أخيك عليها وتقيسه بك، فهذا هو سوء الظن والإثم).
5- الغيرة المفرطة:
قال علي رضي الله عنه: (لا تكثر الغيرة على أهلك، فتُرمى بالسوء من أجلك).

## الوسائل المعينة على ترك سوء الظن
1- ذكر الله والاستعاذة من الشيطان:
قال تعالى (في سورة الأعراف): ﴿إِنَّ وَلِيِّيَ اللَّهُ الَّذِي نَزَّلَ الْكِتَابَ وَهُوَ يَتَوَلَّى الصَّالِحِينَ ۝١٩٦﴾ [الأعراف:196].
وإذا كان سوء الظن الوارد متعلق بالله سبحانه وتعالى، فمما ورد في علاج ذلك حديث أبي هريرة رضي الله عنه قال:
2- مجاهدة النفس وكفها عن الاسترسال في ظنونها.
3- معرفة الله بأسمائه وصفاته:
قال ابن القيم: (أكثر الناس يظنون بالله غير الحق ظنَّ السوء فيما يختص بهم، وفيما يفعله بغيرهم، ولا يسلم عن ذلك إلا من عرف الله وعرف أسماءه وصفاته، وعرف موجب حمده وحكمته، فمن قنط من رحمته وأيس من روحه، فقد ظن به ظن السوء).
4- الصحبة الصالحة التي تأمره بالمعروف وتنهاه عن المنكر وترك صحبة الأشرار سيئي الظن:
قال تعالى (في سورة آل عمران): ﴿كُنْتُمْ خَيْرَ أُمَّةٍ أُخْرِجَتْ لِلنَّاسِ تَأْمُرُونَ بِالْمَعْرُوفِ وَتَنْهَوْنَ عَنِ الْمُنْكَرِ وَتُؤْمِنُونَ بِاللَّهِ وَلَوْ آمَنَ أَهْلُ الْكِتَابِ لَكَانَ خَيْرًا لَهُمْ مِنْهُمُ الْمُؤْمِنُونَ وَأَكْثَرُهُمُ الْفَاسِقُونَ ۝١١٠﴾ [آل عمران:110]
قال أبو حاتم البستي: (الواجب على العاقل أن يجتنب أهل الريب لئلا يكون مريبًا، فكما أن صحبة الأخيار تورث الخير كذلك صحبة الأشرار تورث الشرَّ).
5- العلم، ومعرفة الحكم الشرعي لسوء الظن.
6- عدم الإصرار على سوء الظن:
قال تعالى (في سورة آل عمران): ﴿وَالَّذِينَ إِذَا فَعَلُوا فَاحِشَةً أَوْ ظَلَمُوا أَنْفُسَهُمْ ذَكَرُوا اللَّهَ فَاسْتَغْفَرُوا لِذُنُوبِهِمْ وَمَنْ يَغْفِرُ الذُّنُوبَ إِلَّا اللَّهُ وَلَمْ يُصِرُّوا عَلَى مَا فَعَلُوا وَهُمْ يَعْلَمُونَ ۝١٣٥﴾ [آل عمران:135].
7- ترك تتبع عورات الناس وعيوبهم:
قال سبحانه (في سورة الحجرات): ﴿يَا أَيُّهَا الَّذِينَ آمَنُوا اجْتَنِبُوا كَثِيرًا مِنَ الظَّنِّ إِنَّ بَعْضَ الظَّنِّ إِثْمٌ وَلَا تَجَسَّسُوا وَلَا يَغْتَبْ بَعْضُكُمْ بَعْضًا أَيُحِبُّ أَحَدُكُمْ أَنْ يَأْكُلَ لَحْمَ أَخِيهِ مَيْتًا فَكَرِهْتُمُوهُ وَاتَّقُوا اللَّهَ إِنَّ اللَّهَ تَوَّابٌ رَحِيمٌ ۝١٢﴾ [الحجرات:12].
8- أن يتأول ما ظاهره السوء وأن يجد له مخرجًا:
| سوء الظن | ما بلغني عن أخٍ مكروه قطُّ إلا أنزلته إِحدى ثلاث منازل: إن كان فوقي عرفت له قدره، وإن كان نظيري تفضلت عليه، وإن كان دوني لم أحفل به. هذه سيرتي في نفسي، فمن رغب عنها فأرض الله واسعة | سوء الظن |

9- ابتعاد (من يكثر ظن السوء عنده) عن مواطن الريبة.
10- بعد الإنسان بنفسه عن مواطن التُّهَم والريبة:
عن صفية بنت حيي قالت: ((كان النبي صلى الله عليه وسلم معتكفًا، فأتيته أزوره ليلًا، فحدثته، ثم قمت لأنقلب، فقام معي ليقلبني، وكان مسكنها في دار أسامة بن زيد، فمر رجلان من الأنصار، فلما رأيا النبي صلى الله عليه وسلم أسرعا، فقال النبي صلى الله عليه وسلم: على رسلكما، إنها صفية بنت حيي. فقالا: سبحان الله يا رسول الله، قال: إن الشيطان يجري من الإنسان مجرى الدم، وإني خشيت أن يقذف في قلوبكما شرًا أو قال: شيئًا)).
وقال الغزالي: (حتى لا يتساهل العالم الورع المعروف بالدين في أحواله فيقول: مثلي لا يظنُّ به إلا الخير؛ إعجابًا منه بنفسه، فإنَّ أورع الناس وأتقاهم وأعلمهم لا ينظر الناس كلهم إليه بعين واحدة، بل بعين الرضا بعضهم وبعين السخط بعضهم... فيجب الاحتراز عن ظنِّ السوء، وعن تهمة الأشرار، فإنَّ الأشرار لا يظنون بالناس كلِّهم إلا الشرَّ).